# Neumann Ernő
Neumann Ernő (Magyarcséke, 1917. január 12. – Temesvár, 2004. április 21.), rabbi, teológus, bölcsész, a bölcsészettudomány és a klasszika-filológia doktora, temesvári gyárvárosi neológ zsinagóga rabbija, majd a Temesvári Neológ Zsidó Hitközség főrabbija, Temesvár díszpolgára. A Romániai Írók Szövetségének tiszteletbeli tagságával és a Román Köztársasági Érdemrend Lovagkeresztjével kitüntetett közéleti és egyházi személyiség.
Felbecsülhetetlen munkát végzett az egyre sorvadó erdélyi (zömmel magyar zsidókat tömörítő) zsidó közösségek megtartásáért, a romániai zsidó vallásosság megőrzéséért. Elkötelezett híve volt az ökumenikus mozgalmaknak, a magyar-román-zsidó interetnikus kapcsolatok javításának és a zsidó-keresztény párbeszéd fontosságának. Fontos szerepet vállalt az éppen Temesvárról indult demokratizálódási folyamatokban.

## Fiatalkora és tanulmányai
Egy kis Bihar megyei román falucskában, Magyarcsékén született, ahol a már akkor is elsöprő román lakossági többség mellett jelentős zsidó kisebbség és néhány magyar család is élt (ma már csak tizenöt magyar lakosa van a településnek) - ily módon gyermekkorától kezdődően soknemzetiségű környezetben élt (innen fakadhat nyitottsága az etnikum- és vallásközi párbeszédre). Szülei a helyi malomban dolgoztak, amely egy módosabb nagyváradi bácsikája tulajdonában volt.
Már gyermekkorában anyanyelvi szinten beszélt románul is, a magyar és a jiddis mellett. Vallásos család sarjaként hamar megtanult héberül is, tanulmányai során pedig több világnyelvet is elsajátított. Beszélt németül, angolul és franciául is.
Középiskolai tanulmányait belényesi Samuil Vulcan Líceumban végezte, majd 1935 és 1940 között a budapesti Országos Rabbiképző Intézetben végezte rabbinikus tanulmányait. Ezzel egy időben ugyanitt a Pázmány Péter Tudományegyetemen is tanult, filozófia és keleti nyelvek és kultúrák szakokon.
1940-ben szerzett doktori címet, doktori dolgoztának címe A teremtés története (a Hagada tükrében).

## Pályája

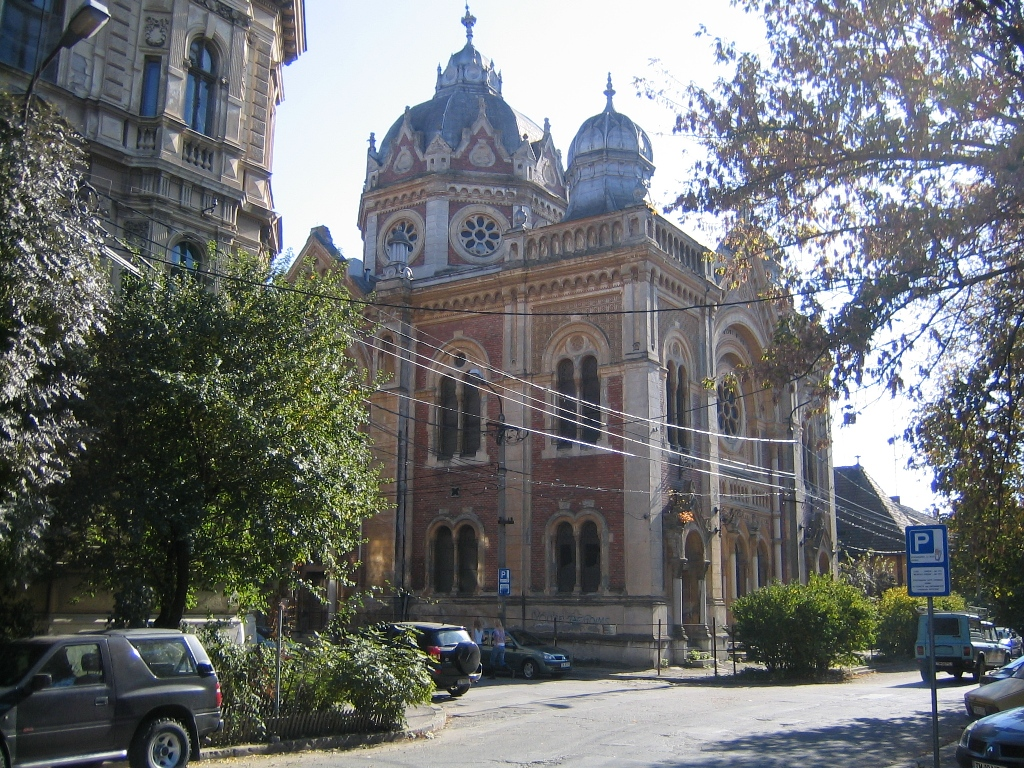
A gyárvárosi neológ zsinagóga Temesváron

Rabbinikus tanulmányai végeztével, 1941-ben visszatért Romániába (Dél-Erdélybe), április 3-ától a Temesvári Neológ Hitközség alkalmazta. Eleinte vallástanárként is dolgozott a Temesvári Izraelita Líceumban, miközben a rabbiteendőket is ellátta a Gyárvárosi Neológ Zsinagógában, mint dr. Jakab Singer (1867–1939) főrabbi utódja.
A második világháború első éveiben (míg Románia a nácik szövetségese volt) folyamatos félelemben és bizonytalanságban éltek a Dél-Erdélyi zsidók. Romániából nem történt deportálás Auschwitzba, vagy más náci megsemmisítőtáborokba, ehelyett munkatáborokba küldték a dél-erdélyi zsidóságot. Folyamatosan fennállt viszont a veszélye annak, hogy a  transznisztriai haláltáborok valamelyikébe deportálják őket (a moldvai zsidóság nagy tömegei lelték halálukat e táborokban, ahová az Antonescu-rezsim szállította őket), Románia ugyanis nem a németeknek adta át a zsidókat, hanem - a túl nagy távolság miatt - saját területén hozott létre táborokat.

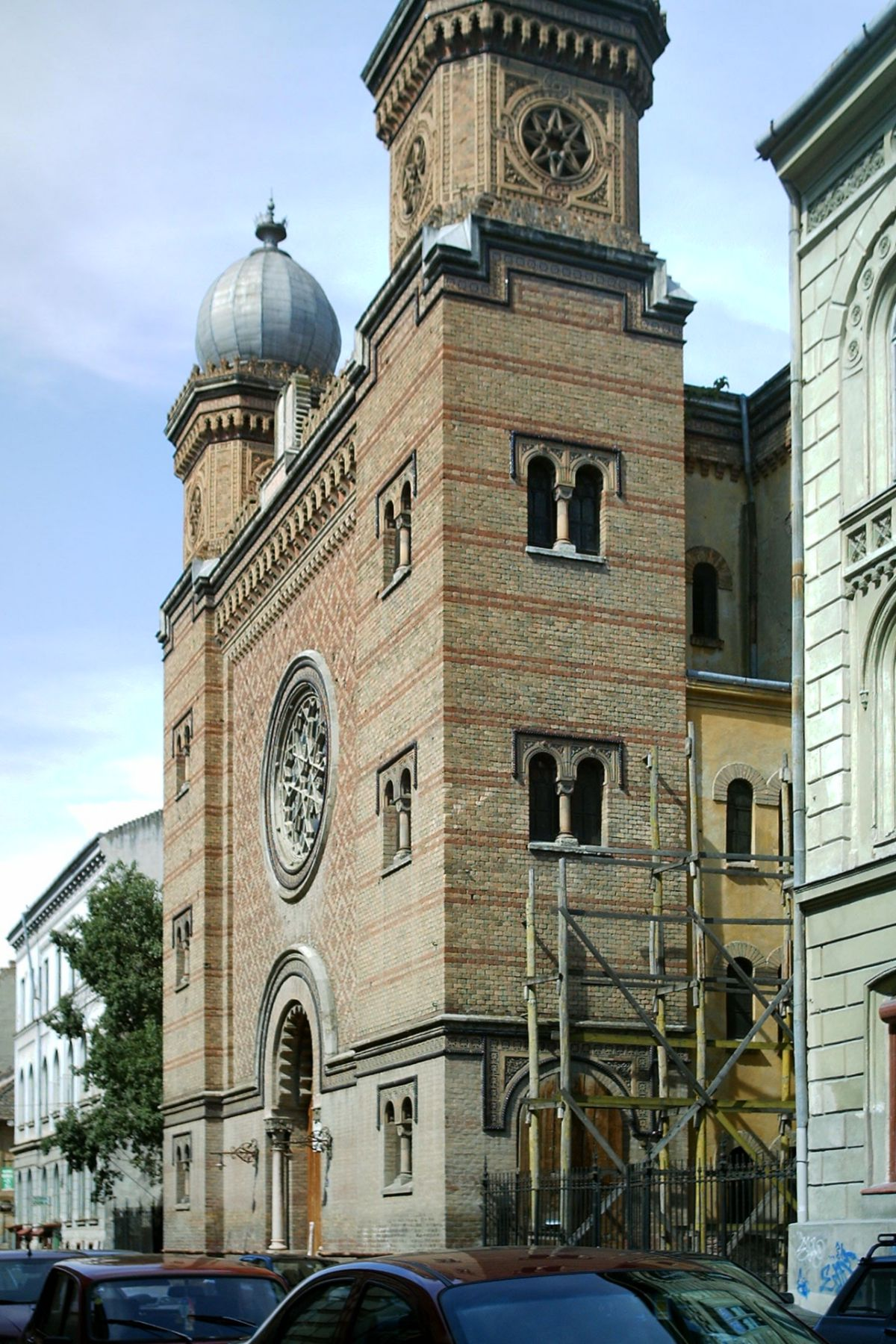
A temesvári várbeli neológ zsinagóga

Neumann rabbi így emlékszik vissza ezekre az évekre emlékirataiban:
"Itt a Bánátban nem az Auschwitzba való deportálás veszélye állt fenn, hanem a Transznisztriába való deportálásé (...) Nagy Romániában 850 000 zsidó élt a háború előtt, akik közül főleg a moldvaiakat ölték meg, kezdve a Dorohoijal, aztán a jászvásári pogrommal, a "halálvonattal", mindez sok tíz- és tízezer áldozatot szedett. Való igaz, hogy a magyar fasiszták, a horthysták által deportált 125 000‑130 000 észak-erdélyi zsidó a Holokauszt áldozata volt, de akkor a román zsidók is azok voltak. 850 000-ből 420 000 zsidó maradt. Hol van 430 000 zsidó? Eltűntek! Ebből a szempontból mi kiváltságos helyzetben voltunk. Mégiscsak más dolog a munkatábor. A deportálás veszélye 1942-ben fenyegetett leginkább. Akkor mi, Ligeti doktorral, templomról templomra jártunk. Elsősorban a neológ templomokba, hiszen a temesvári zsidóság többségében neológ. Mindkét zsinagógánkban 900 fölött volt az ülőhelyek száma, mivel a többség neológ volt. Voltak ortodoxok a Józsefkülvárosban, néhány száz család, és volt száz-kétszáz ortodox zsidó család a Gyárvárosban is, de zömmel neológok voltak. Akkor én is beszéltem, próbáltam bátorítani a jelenlévőket, főleg a nőket és azt a kevés kivételezett férfit [akiket nem vittek munkatáborba], hogy nem lesz semmi baj. Történt néhány közbelépés az érdekünkben is. Felszólalt az érdekünkben Șafran rabbi, közbelépett az anyakirálynő, végül az ortodox egyház vezetői is, hogy ne legyen deportálás... és megmenekültünk a deportálástól."

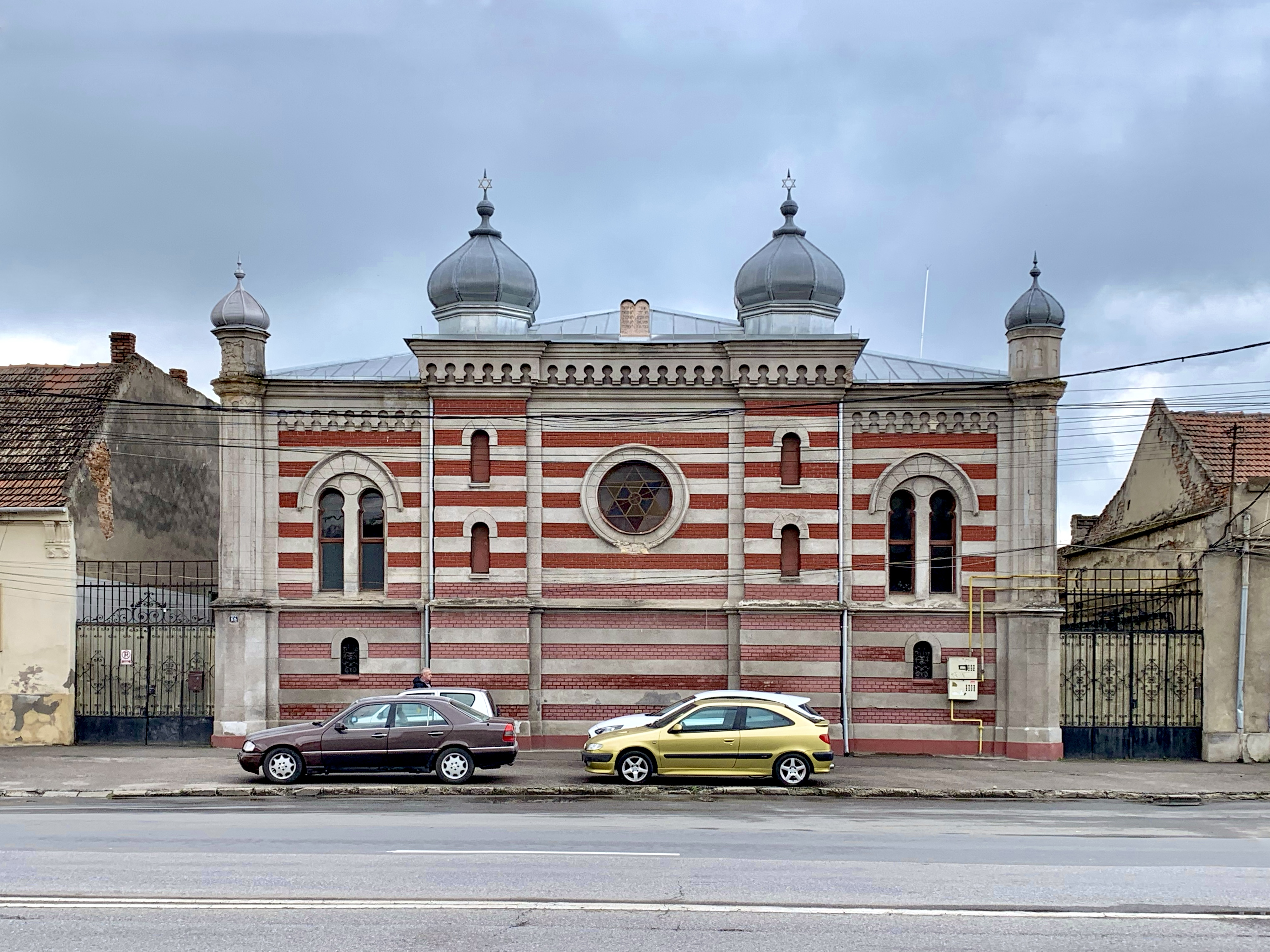
A józsefkülvárosi ortodox zsinagóga (később neológ, ma az egyetlen rendszeresen funkcionálisan működő zsinagóga Temesváron)

1948-ban megházasodott, a máramarosszigeti Auschwitz-túlélő Fuchs Editet vette el, akitől egy lánya született, Neumann Getta.
Időszakonként publikált a "Lupta Patriotică" (Hazafiúi Harc) című, haladó szellemű folyóiratban, cikkeiben főleg külügyi témákkal foglalkozott, a háború utáni modernizációt sürgette. Amikor a lap nevet változtatott ("Banatul" lett) és napilappá alakult, Neumann rabbi visszavonult az újságírástól (ekkorra már kislánya is megszületett, és rabbiként is egyre fontosabb feladatot látott el.)
1949 szeptember 1-jén a temesvári neológ hitközség főrabbijává választották. Fiatal kora ellenére hamar elfogadták és megszerették idősebb kollégái és a hitközségi vezetők is. Mindkét diktatúra alatt, de a rendszerváltás utáni években is képes volt egyensúlyt teremteni, kiállni az ökuménia mellett, és megőrizni a közösségét (vezetése alatt a Temesvári közösség, noha szintén megfogyatkozott, mégis a legnagyobbá vált Erdélyben a maga körülbelül ötszáz fős gyülekezetével: Neumann rabbi képes volt sokakat megtartani Temesváron).
A rendszerváltás után tovább fogyatkozott a temesvári zsidóság, sokan mentek Izraelbe. Neumann rabbi segítette őket a Szent Földre való kivándorlásban, maga is több mint tízszer látogatott oda (főként egykori híveihez), feladatának mégis azt tekintette, hogy az itthon maradt maroknyi zsidóság mellett maradjon, biztosítsa számukra a lelki élet, a vallásosság folytonosságát. Soha nem hagyta el Erdélyt. Ő volt az utolsó erdélyi rabbi, aki magyarul is tudott prédikálni (a zömmel magyar ajkú erdélyi zsidó közösségekben).
Emlékirataiban így vall:
"Nem mondom, hogy fel sem merült bennünk, hogy elmenjünk mi is, a feleségemmel, még az első kivándorlás-hullám idején. Azt gondoltuk, ott a helyünk, de ugyanakkor nagyon erős kötődést éreztünk az itteni közösség, a város, az ország iránt, és mindezek a körülmények végül meggyőztek arról, hogy itt kell maradnunk, hogy betöltsük azt a hivatást, aminek egész életünket szenteltük."
Számos rabbikongresszuson részt vett Izraelben, 1977-ben pedig Budapesten is. Szintén Budapesten, 1988-ban részt vett a Keresztény-Zsidó Társaság Kongresszusán.
Az erdélyi zsidóság számára pótolhatatlan szerepet töltött be: idős kora ellenére egyedül látta el a rabbi teendőket egész Erdélyben (Temesvár mellett Kolozsvár, Nagyvárad, Szatmárnémeti, Arad, Marosvásárhely, Brassó maradék zsidóságát is rendszeresen látogatta, főként a nagyobb ünnepeken - elsősorban Hanukákon - hívták meg prédikálni). Egyike volt a két (fő)rabbinak, aki Romániában maradt a rendszerváltás után, egyben az egyetlen, aki magyarul is tudott beszélni a zömmel magyar ajkú erdélyi zsidó közösségekben.
2004 április 21-én hunyt el. Halálával kitölthetetlen űrt hagyott maga után az erdélyi zsidóság körében.
Halála után Romániában nem is maradt állandó rabbi egy ideig. Moses Rosen, az országos főrabbi már korábban, 1994-ben elhunyt, utódja, Menachem Hacohen, a Romániai Zsidó Hitközségek Szövetségének főrabbija valójában a mai napig Izraelben él, sosem költözött Romániába, és csak a nagyobb ünnepeken látogat haza.
2007 óta újra van állandó rabbi Romániában, a fiatal Shlomo Sorin Rosen személyében, aki azonban Bukarestben él, és egyáltalán nem beszél magyarul.
A konzervatívabb magyar ajkú közösségek Erdélyben nemcsak a nyelvi korlátok miatt nem fordulnak hozzá sokszor, de fiatalkora és betért volta is visszatetszést kelt egyesekben: Noha apai ágon híres zsidó családból származik, édesanyja román ortodox keresztény, így születése folytán nem számított zsidónak; noha nem kapott vallásos nevelést, maga döntött úgy, hogy a zsidó vallást választja (amely iránt az Izraelbe való emigráció gondolata folytán kezdett először komolyabban érdeklődni). Bár az ifjú Rosen valóban elkötelezett, jó közösségépítő rabbi, aki új lendületet adott a bukaresti zsidó vallásosságnak, nem pótolhatja azt az űrt, amit az utolsó magyar ajkú rabbi halála okozott az erdélyi zsidóságnak.

## Kitüntetései és emlékezete
- 2000 - Temesvár díszpolgára
- 2000 - a Romániai Írók Szövetsége tiszteletbeli tagja
- 2002 - Román Köztársasági Érdemrend Lovagkeresztje
- 2003 - Scheiber Sándor-díj
- 2010 április 10-én nagyszabású emlékünnepséggel emlékeztek meg Neumann rabbiról a temesvári és országos vezetők, és felavatták a róla elnevezett utcát (Ernest Neumann utca).